# Крутояровка (Саратовская область)
Крутояровка (также Граф, нем. Graf) — упразднённое село в Советском районе Саратовской области. Исключено из учётных данных в 1996 году.

## География
Село находилось в Заволжье, в пределах Сыртовой равнины, на левом берегу реки Большой Караман.

## История
Основано в 1766 году. Официальное русское название — Крутояровка. Немецкое название — Граф. Вызывательская колония Леруа и Питета. Относилась к Тонкошуровскому колонистскому округу (с 1871 года — Тонкошуровской волости). Первые поселенцы 47 семей из Кёльна, Швабии и Гессена. В 1774 году подверглась набегу киргиз-кайсаков.
Первоначально село относилось к Католическому приходу Мариенталь. В 1887 году образован отдельный приход Граф. В 1886 году открыта церковь. В 1857 году земельный надел составлял 2944 десятины.
С 1922 — Тонкошуровского (в 1927 году переименован во Мариентальский) кантона АССР немцев Поволжья. В голод 1921 года родилось 97 человек, умерло 272.
В 1927 году постановлением ВЦИК «Об изменениях в административном делении Автономной С. С. Р. Немцев Поволжья и о присвоении немецким селениям прежних наименований, существовавших до 1914 года» селу Крутояровка Мариентальского кантона присвоено название Граф.
В сентябре 1941 года немецкое население было депортировано. После ликвидации АССР немцев Поволжья село, как и другие населённые пункты Мариентальского кантона, было включено в состав Саратовской области.
Дата исключения из числа населённых пунктов не установлена.

## Население
Динамика численности населения по годам:
| 1767 | 1773 | 1788 | 1798 | 1816 | 1834 | 1850 | 1859 | 1883 | 1889 | 1897 | 1910 | 1920 | 1922 | 1926 | 1931 | 1987 |
| ---- | ---- | ---- | ---- | ---- | ---- | ---- | ---- | ---- | ---- | ---- | ---- | ---- | ---- | ---- | ---- | ---- |
| 141  | 178  | 196  | 253  | 363  | 563  | 817  | 1097 | 1374 | 1570 | 1806 | 1871 | 2062 | 1061 | 1245 | 1658 | 10   |